# Kulczyce (przystanek kolejowy)
Kulczyce (ukr. Кульчиці, ros. Кульчицы) – przystanek kolejowy w miejscowości Kulczyce, w rejonie samborskim, w obwodzie lwowskim, na Ukrainie.
Przystanek istniał przed II wojną światową. Znajdował się w jednak w innym miejscu (na południe od dzisiejszego położenia).